# Robert Lawson Tait

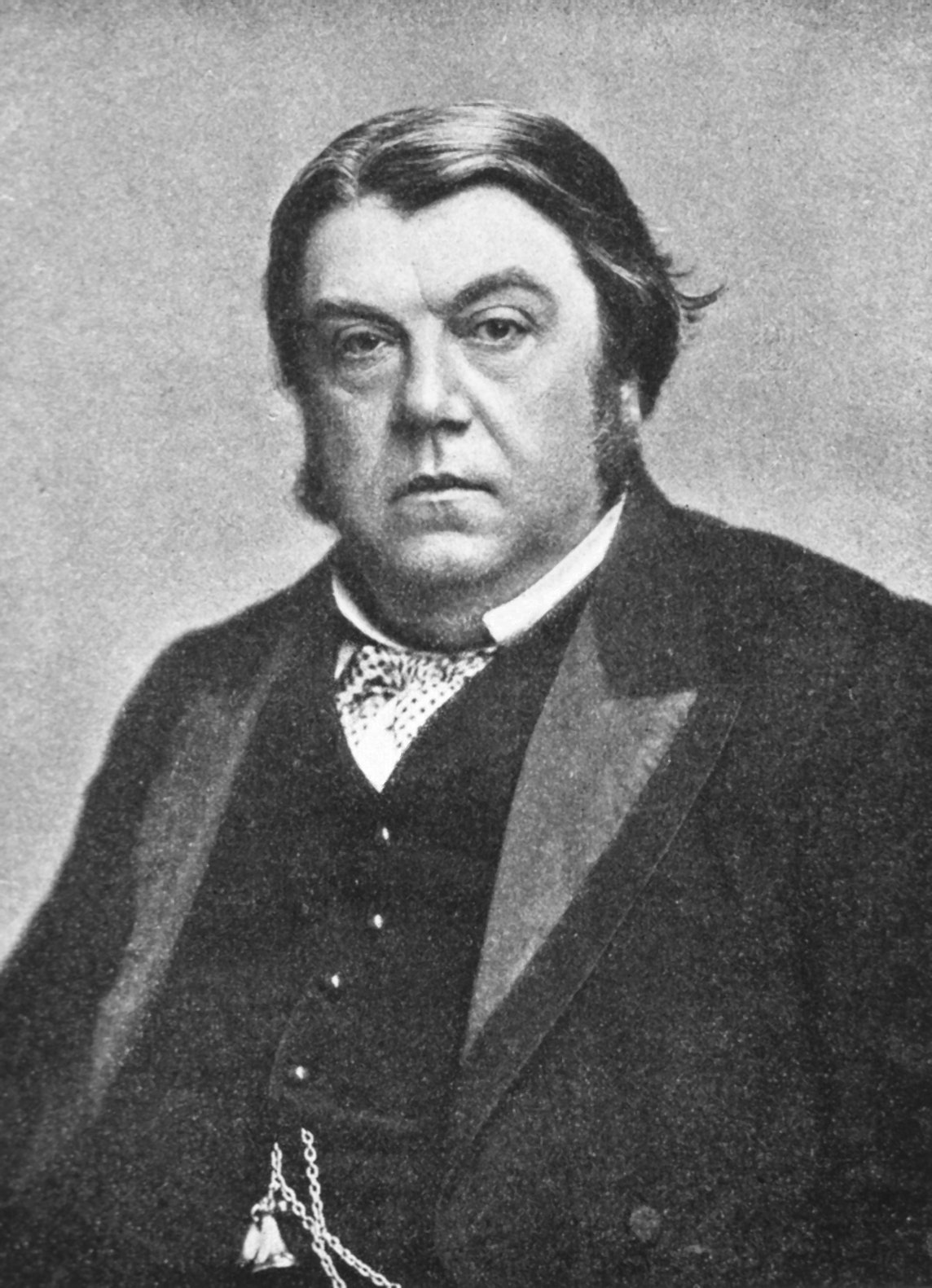
Robert Lawson Tait

Robert Lawson Tait, genannt Lawson Tait, (* 1. Mai 1845 in Edinburgh; † 13. Juni 1899 in Llandudno, Wales) war ein schottischer Chirurg. Er war ein Pionier in Unterleibschirurgie und gilt im angelsächsischen Raum als einer der Väter der Gynäkologie.

## Leben
Tait war der Sohn eines Anwalts, der allerdings früh starb, so dass er an der Heriot’s Hospital School unterrichtet wurde (die für arme, vaterlose Kinder eingerichtet worden war). Mit 15 begann er mit einem Stipendium an der University of Edinburgh zu studieren, zunächst die Künste, bevor er nach einem Jahr zur Medizin wechselte. Wie Joseph Lister war er ein Schüler von James Syme, aber auch von Chirurgen wie James Young Simpson und James Matthews Duncan. 1866 erhielt er das Lizenziat des Royal College of Physicians (einen Bachelor-Abschluss hatte er nicht) und des Royal College of Surgeons. Danach war er bis 1870 Chirurg am Clayton Hospital in Wakefield in Yorkshire, bevor er sich als Arzt mit einer Privatpraxis in Birmingham niederließ. Er galt als umstritten und exzentrisch, bemühte sich aber um Anerkennung in Londoner Medizinerkreisen. Ab 1879 lehrte er auch am Midland Institute Physiologie und Biologie. Er war 1871 an der Gründung eines Krankenhauses nur für Frauen (Birmingham and Midland Hospital for Women) beteiligt, an dem er auch selbst bis 1893 als einer der drei Chefchirurgen tätig war.
In Yorkshire unternahm er seine erste Eierstockentfernung (Ovariektomie). Sämtliche solche Operationen, die er in Edinburgh gesehen hatte, endeten mit dem Tod der Patientin. Auch seine erste Patientin starb, die drei folgenden überlebten.
Um 1884 hatte er bereits rund 1000 Unterleibsoperationen vollzogen und gewann internationale Anerkennung. Er hielt Vorträge in den USA und Kanada und erhielt Besuche von Chirurgen aus Europa. Er hatte eine große Privatpraxis und arbeitete mit der Anästhesistin Ann Elizabeth Clark zusammen, die er allerdings wie damals bei Chirurgen üblich schlecht bezahlte.
Er führte ab 1883 als Erster mit einer neuen Technik erfolgreich Operationen auf Grund von Extrauteringravidität am Eileiter aus (Salpingektomie). Vorher starben die Patientinnen meist daran, wenn sie chirurgisch unbehandelt blieben, und auch bei den Chirurgen, die den Eingriff wagten, war die Mortalität sehr hoch. Noch zwei Jahre zuvor hatte Tait selbst den Eingriff bei einer Patientin abgelehnt, nach deren Obduktion aber erkannt, dass der Eingriff machbar war. Die Patientin der ersten Operation 1883 überlebte zwar nur kurz, bei den folgenden 40 solchen Operationen, die er ausführte, starb aber nur eine Patientin. Einen Eierstocktumor entfernte schon Ephraim McDowell (1771–1830) 1809 in Kentucky. Tait entfernte manchmal auch die Eierstöcke bei psychischen Problemen der Patientinnen, weil man sich davon Heilung versprach, nahm aber später Abstand davon.
Er führte auch die erste erfolgreiche Gallenblasenentfernung (Cholezystektomie) aus. 1873 unternahm er eine Laparatomie zur Entfernung eines Fetus außerhalb des Uterus. 1874 folgte eine Gebärmutterentfernung (Hysterektomie) wegen eines Uterusmyoms. 1880 entfernte er als Erster eine Zyste aufgrund einer Echinokokkose aus der Leber.
Außerdem soll er 1880 eine der ersten Operationen zur Blinddarmentfernung (Appendektomie) ausgeführt haben (Claudius Amyand war aber 1735 ein Vorläufer).
Er war ein Gegner der Vivisektion und Anhänger der antiseptischen Chirurgie, benutzte im Gegensatz zu Joseph Lister, mit dem er darüber in Streit lag, außer dem Abkochen keine zusätzlichen Chemikalien wie Phenol. Außerdem wusch er sich die Hände gründlich mit Seife und legte großen Wert auf hygienische Bedingungen in Kleidung und Umgebung, auch bei den Krankenschwestern.
Zuletzt war seine Karriere durch Anfeindungen und juristische Verfahren beschattet, die seinem Ruf schadeten. Einmal wurde er wegen Verleumdung verklagt, das andere Mal beschuldigte ihn eine Krankenschwester sie geschwängert zu haben, was er bestritt. Während er auf dem Höhepunkt seiner Karriere zu den bestbezahlten Ärzten gehörte, der zum Teil 1000 Pfund pro Eingriff erhielt (aber auch arme Frauen pro bono behandelte), begann nun der finanzielle Abstieg. Er musste sein neues Landhaus, seine Yacht und sein Hausboot auf dem Severn verkaufen. Er starb an Nephritis und Urämie.
1871 heiratete er Sybil Stewart, die er aus Wakefield kannte. Die Ehe war kinderlos.

## Schriften
- Diseases of Women. Birmingham 1886.